# CAMERA JAPAN Festival
CAMERA JAPAN Festival is een multidisciplinair Japans kunst- en cultuurfestival dat jaarlijks in september en oktober wordt gehouden in Rotterdam en Amsterdam. Een deel van de filmprogrammering toert de rest van het jaar langs verschillende filmhuizen in het land. Het wordt georganiseerd door de stichting Tamago

## Geschiedenis
Sinds de oprichting in 2006 presenteert het festival een eclectisch overzicht van de hedendaagse Japanse cinema, variërend van populaire anime tot experimentele arthouse en documentaires. Naast film is er aandacht voor aspecten van de Japanse cultuur. Er zijn muzikale optredens op diverse locaties, kunstinstallaties, debatten, gastronomische proeverijen en workshops.

## Doel
Het festival heeft ten doel het begrip voor Japanse cultuur in Nederland te bevorderen. Het wil een ontmoetingsplek zijn tussen nationaliteiten en culturen, maar ook tussen oud en jong en de hogere en lagere cultuur.

## Programmering
De filmprogrammering bestaat uit tientallen korte en lange speelfilms en documentaires, waarvan de meeste enkel tijdens CAMERA JAPAN Festival in Nederland te zien zijn. Naast recente films vertoont het festival een aantal oudere, zelden in Nederland uitgebrachte films als onderdeel van een bijzonder retrospectief. De afgelopen jaren was er onder meer speciale aandacht voor de film noir, de soft-erotische pink film en de oeuvres van Kôji Wakamatsu, Shinji Somai en Kinoyu Tanaka.

## Publieksprijs
Elk jaar wordt aan het einde van het festival de film met de hoogste publiekswaardering bekendgemaakt.
| Jaar | Film                  | Regisseur        |
| ---- | --------------------- | ---------------- |
| 2022 | Tokyo Kurds           | Fumiari Hyuga    |
| 2021 | Ushiku                | Ian Thomas Ash   |
| 2020 | ON-GAKU: Our Sound    | Kenji Iwaisawa   |
| 2019 | Fly Me To the Saitama | Takeuchi Hideki  |
| 2018 | One Cut of the Dead   | Shinichiro Ueda  |
| 2017 | A Silent Voice        | Naoko Yamada     |
| 2016 | Flying Colors         | Nobuhiro Doi     |
| 2015 | Kakekomi              | Masato Harada    |
| 2014 | Uzumasa Limelight     | Ken Ochiai       |
| 2013 | Tokyo Family          | Yōji Yamada      |
| 2012 | Kamome Diner          | Naoko Ogigami    |
| 2011 | Bunny Drop            | Hiroyuki Tanaka  |
| 2010 | Wig                   | Renpei Tsukamoto |
| 2009 | Osaka Hamlet          | Fujirô Mitsuishi |
| 2008 | Fine, Totally Fine    | Yosuke Fujita    |
| 2007 | Tekkon Kinkreet       | Michael Arias    |
| 2006 | Hibi: Days of Fire    | Banmei Takahashi |

## Activiteiten
Er is een breed scala aan activiteiten naast de filmprogrammering. Er zijn concerten van Japanse bands en dj's, lezingen, debatten en workshops. Vaste onderdelen zijn de interventions, onaangekondigde optredens variërend van traditionele dans en muziek tot experimentele performances, de filmbrunch en de Camera Japan Kid's Day, waarbij de jongste bezoekers door middel van traditionele spelletjes kennis maken met de Japanse cultuur en keuken. Er is elke dag een kleine markt met een scala aan Japans eten en drinken.

## Partners
Hoofdlocatie van het festival in Rotterdam is film- en muziektheater LantarenVenster. Verder werkt het festival er samen met culturele instellingen als Stichting WORM en Museum Boijmans Van Beuningen. 
In Amsterdam vindt CAMERA JAPAN plaats in bioscoop LAB111. in de loop der jaren heeft het festival onder meer films vertoond en muzikale optredens georganiseerd in Filmtheater Kriterion, Melkweg (Amsterdam) en EYE Filmmuseum.